# Marius Neset

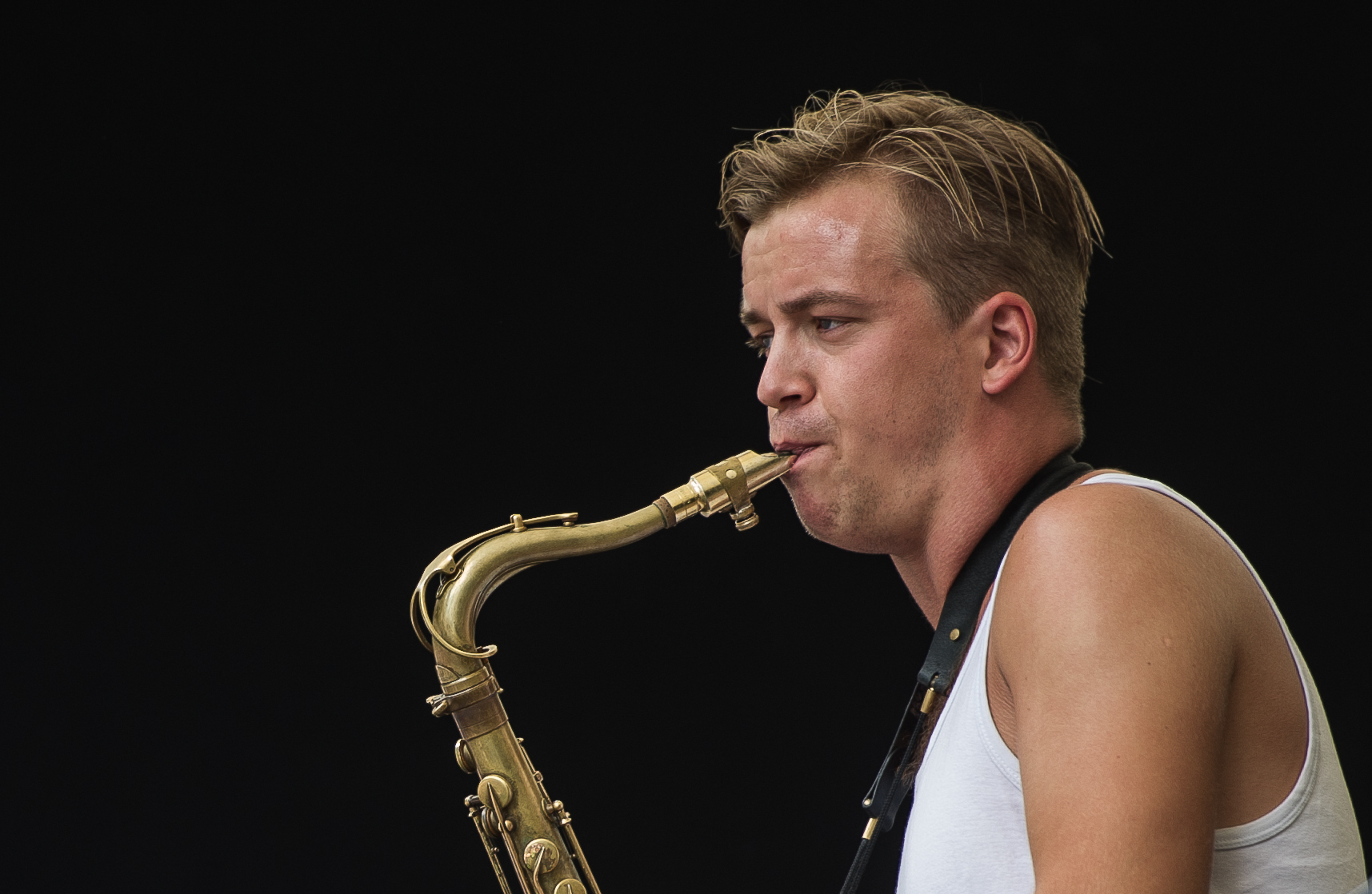
Marius Neset @ Jazz im Museumspark, Frankfurt 2013

Marius Neset (* 2. Januar 1985 in Os, Hordaland) ist ein norwegischer Jazzmusiker (Tenor-, Sopransaxophon) und Komponist. Er wohnt in Kopenhagen.

## Leben und Wirken
Neset wuchs in Bergen auf und studierte ab 2003 in Kopenhagen am Rytmisk Musikkonservatorium, wo er von Django Bates in dessen Bigband stoRMChaser und danach in Human Chain eingeladen wurde. Er zählt Django Bates zu seinen prägenden Einflüssen. Seit 2005 spielt er in der skandinavischen Electronica/Jazzrock-Band JazzKamikaze, mit der er mehrere Alben aufnahm.
2009 veröffentlichte Neset sein Debütalbum Suite for the Seven Mountains (Editions Records). Die Backup-Band für das Album stammte aus dem norwegischen Quartett People Are Machines (mit Magnus Hjorth, Klavier, Petter Eldh, Bass, Anton Eger Schlagzeug), in dem er spielte und mit dem er zwei Alben aufnahm (People Are Machines 2007, Jazz Getxo 2007). 2010 tourte er auch mit Klüvers Big Band in einem Rolling Stones Projekt, unter anderem auf dem Kongsberg Jazzfestival.

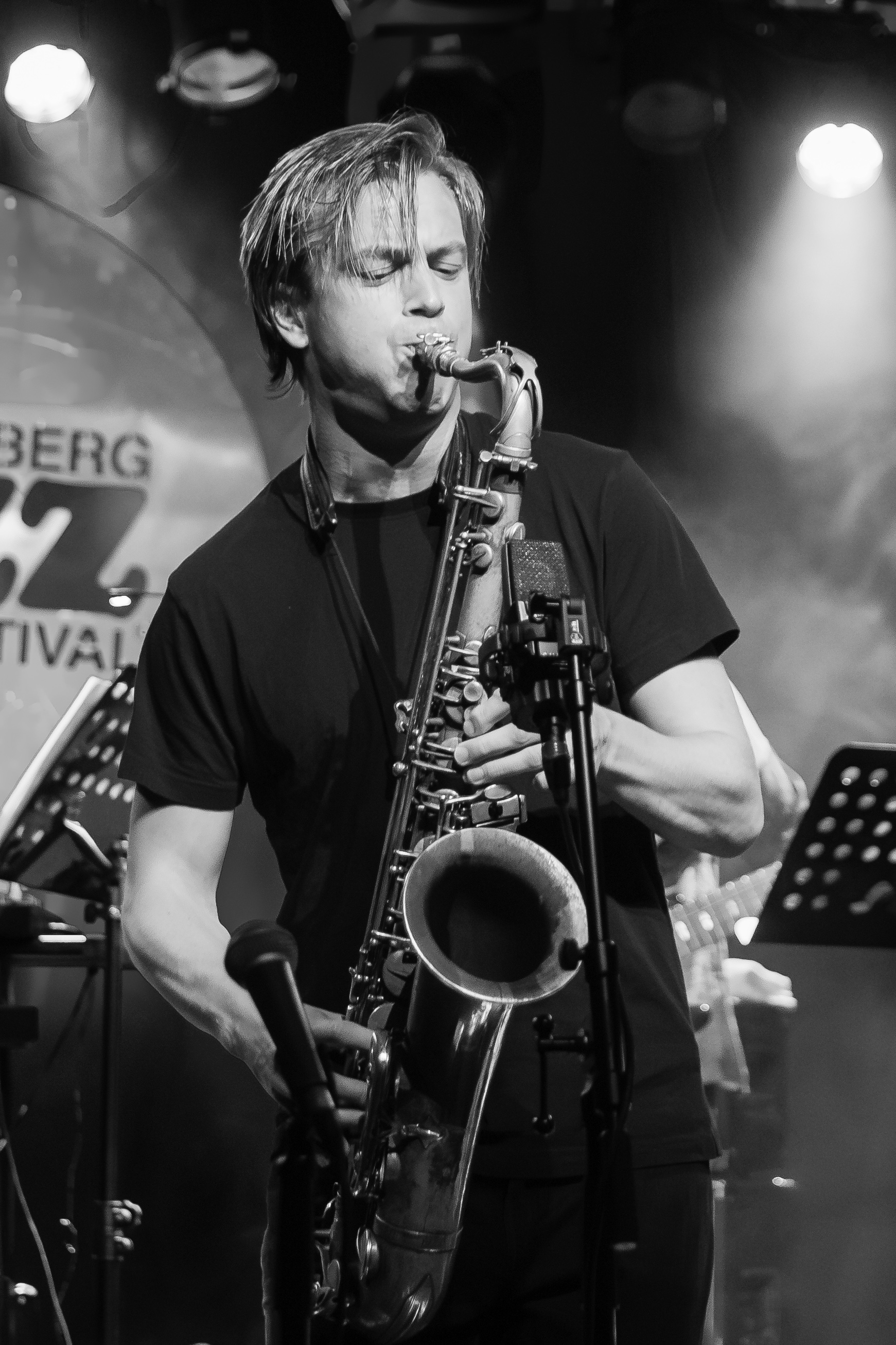
Marius Neset (2022)
Bild: Tore Sætre

Seinen Durchbruch hatte er 2011 mit seinem zweiten Album Golden Xplosion (Edition Records) mit Django Bates am Keyboard/Klavier (sowie E-Horn und Trompete), dem Bassisten Jasper Høiby und dem Schlagzeuger Anton Eger (bis auf Bates aus dem Trio Phronesis),  das von den Kritikern insbesondere in Großbritannien überwiegend positiv aufgenommen wurde (John Fordham verglich ihn im Guardian als Mischung und Nachfolger Michael Breckers und Jan Garbareks) und unter dessen Namen er auch tourte. 2011 trat er unter anderem auf den Jazzfestivals in Molde und Kopenhagen auf und tourte in Großbritannien, unter anderem im Pizza Express Jazz Club in London, übertragen von BBC Radio 3. Er trat 2012 beim Jazzfest Berlin im Quartett auf (Golden Xplosion Quartet mit dem Phronesis-Trio aus Pianist Ivo Neame, Schlagzeuger Anton Eger und Bassist Graig Earle) und 2013 bei der Jazzopen Stuttgart und Elbjazz.
2013 folgte das Album Birds (Edition Records) ebenfalls mit Nesets Kompositionen, mit Høiby, Eger, Ivo Neame am Klavier und Jim Hart Vibraphon sowie seiner Schwester Ingrid an der Flöte, Bjarke Mogensen am Akkordeon, Daniel Herskedal an der Tuba, den Trompeter Tobias Wiklund und Ronny Farsund, dem Posaunisten Peter Jensen und Lasse Mauritzen am Waldhorn. 2014 erschien bei ACT sein Album Lion, bei dem er seine Kompositionen mit dem Trondheim Jazz Orchestra vorstellte. 2016 präsentierte die London Sinfonietta unter Geoffrey Paterson seine Komposition „Snowmelt“, die er eigens für dieses Orchester geschrieben hatte; 2019 folgte mit diesem Klangkörper Viaduct, gefolgt vom Album Tributes, auf dem er 2020 neue Werke mit der Danish Radio Big Band unter Miho Hazama vorstellte. 2021 folgte das Soloalbum A New Dawn (ACT). Sein Projekt Geyser stellte er 2023 auf den BBC Proms mit London Sinfonietta vor, im gleichen Jahr gefolgt von Summer Dance, einer Einspielung mit großformatiger Besetztung bestehend aus seinem Quintett zusammen mit dem Norwegian Radio Orchestra. Nochmals im Quintet legte er 2025 mit Cabaret einen verspielten Durchgang durch den Nordic-Jazz Mitte der 20er-Jahre vor.

## Preise und Auszeichnungen
2011 gewann er den norwegischen Sildajazz-Preis, mit dessen Preisgeld er für das Jazzfestival Molde komponierte.

## Discographie
2013: Birds (EDN)
2014: Lion (mit Trondheim Jazz Orcherster - ACT)
2015: Pinball (mit Ivo Neame, Jim Hart, Petter Eldh & Anton Eger - ACT)
2016: Snowmelt (mit London Sinfonietta - ACT)
2017: Circle of Chimes (ACT)
2019: Viaduct (mit London Sinfonietta, Geoffrey Paterson, Ivo Neame, Jim Hart, Conor Chaplin & Anton Eger - ACT)
2020: Tributes (mit Danish Radio Big Band & Miho Hazama - ACT)
2021: A New Dawn (ACT)
2022: Happy (mit Eliot Galvin, Magnus Hjorth, Conor Chaplin & Anton Eger - ACT)
2023: Geyser - Live at Royal Albert Hall - BBC Proms (ACT)
2023: Summer Dance (mit Norwegian Radio Orchestra - ACT)
2025: Cabaret (mit Eliot Galvin, Magnus Hjorth, Conor Chaplin & Anton Ager - ACT)